# Joodse begraafplaatsen (Venlo)
Venlo kent een tweetal Joodse begraafplaatsen:
1. De oude Joodse begraafplaats aan de Broekhofstraat (51° 21′ NB, 6° 10′ OL)
2. De nieuwe Joodse begraafplaats aan de Ganzenstraat (51° 21′ NB, 6° 10′ OL)

## De oude Joodse begraafplaats
Deze ligt aan het Broekhofstraat en was in gebruik van 1820 tot eind negentiende eeuw. Er zijn anno 2008 acht grafstenen bewaard gebleven, waarvan de oudste van 1823. De jongste is uit 1886. De begraafplaats staat op de Rijksmonumentenlijst.
Tevens is er een gedenkplaat aanwezig. De tekst hiervan luidt Geschenk van Mej. de Wed. S. Elekan-Wolff. Aan de Jsraël. Gemeente Venloo Poeriem 5662 (Poerim is een Joods feest en viel in het Joodse jaar 5662 op 23 maart 1902). De schenkster van deze gedenksteen is mevrouw Sophie Wolff (26-03-1822 - 29-01-1905), de echtgenote van Samson Elekan. Zij is begraven op de nieuwe begraafplaats.
Deze begraafplaats is met een laag hekje afgesloten. De sleutel is men verloren en daarom wordt het toegestaan om over het het hekje heen te stappen.

## De nieuwe Joodse begraafplaats
Deze ligt aan het einde van de Ganzenstraat. Het precieze jaar van inwijding is niet bekend, maar het zal eind negentiende eeuw zijn. De oudste grafsteen stamt uit het jaar 1887. Er zijn 77 graven gedolven, waarvan het laatste in 2006. De begraafplaats, die op de gemeentelijke Monumentenlijst staat, is dus nog steeds in gebruik. De begraafplaats wordt omringd door een metershoge muur. Ze is afgesloten, maar er staat bij vermeld waar een sleutel te verkrijgen is.

## Historie
Reeds in de late middeleeuwen (14e eeuw) had Venlo een aantal Joodse inwoners, zo wordt verondersteld. Venlo hield zich strikt aan een plakaat van 17 mei 1570 waarbij het Joden verboden werd in het Hertogdom Gelre te wonen. Pas in 1807 wist een Jood zich weer in Venlo te vestigen. Vanaf 1815 begon een tweede periode van de Joodse gemeenschap. Uit Duitsland afkomstige Joden vestigden zich in Venlo en vormden zo de stamvaders van de Joodse gemeenschap. Een bekende naam uit het Venlose Joodse leven is die van Leopold Wiener. Hij was muntmeester van België en vormgever van de eerste Belgische postzegels. De vader van Leopold Wiener, Marcus Wiener, was voorganger in de huissynagoge. Later kwam er een 'echte' synagoge aan de Helschriksel. Tijdens de Tweede Wereldoorlog zijn veel Venlose Joden omgekomen. Op de nieuwe begraafplaats zijn voor hen twee gedenktekens opgericht. De Joodse gemeenschap kon echter na oorlog nog voortbestaan als een liberaal Joodse gemeente. De synagoge was echter te ernstig beschadigd in de oorlog en in 1965 werd besloten ze te slopen. In 1975 werd de Joodse gemeente van Venlo opgeheven. Ze was te klein geworden. Sinds 1986 zijn alle Joodse gemeenten van Limburg verenigd in de NIHS-Maastricht.